# Обалска оклопњача
Обалска оклопњача (енгл. Coastal defence ship) је врста ратног брода, наоружана снажном артиљеријом и заштићена јаким оклопом. Грађена је за дејства у затвореном мору и у обалском морском подручју, а служи за наношење артиљеријског удара, уништавање и неутралисање батерија и других објеката на обали, или артиљеријску подршку крила јединица КоВ. Појавила се крајем 19. и почетком 20. века у земљама Северног и Балтичког мора - Холандија, Немачка, Данска, Норвешка, Шведска и Русија - као замена за скупоцени бојни брод.

## Карактеристике
Обалске оклопњаче, депласмана 3.000-8.000 т имале су, поред артиљерије као основног наоружања, и 1-3 торпедне цеви. Главна артиљерија, калибра 210-280 мм, смештена је у једноцевним или двоцевним кулама на прамцу и крми; помоћна, калибра 152 мм, у казаматима или кулама по боку брода, а малог калибра  37-76 мм незаштићена на палуби и на надграђима. Оклопни појас дебљине до 300 мм протезао се по целој дужини брода, а оклопна палуба 40-76 мм у висини горњег руба оклопног појаса.
| Име                 | Држава          | Год.  | Депл. (т) | Брз. (чв.) | Погон (КС) | Димензије (м) | Димензије (м) | Димензије (м) | Наоружање               | Наоружање       | Оклоп (мм) | Оклоп (мм) | Оклоп (мм) | Посада |
| Име                 | Држава          | Год.  | Депл. (т) | Брз. (чв.) | Погон (КС) | Дуж.          | Шир.          | Газ           | Топови (мм)             | Торп. цеви      | Појас      | Палуба     | Топ. кула  | Посада |
| ------------------- | --------------- | ----- | --------- | ---------- | ---------- | ------------- | ------------- | ------------- | ----------------------- | --------------- | ---------- | ---------- | ---------- | ------ |
| Svea                | Шведска         | 1886. | 3.100     | 14         | 3.640      | 76            | 15            | 5.1           | 1x210,7x150, 11x57,2x37 | 1 подв.         | 293        | 49         | 190        | 237    |
| Sigfried            | Немачко царство | 1889. | 4.100     | 15         | 5.200      | 81            | 15            | 5.3           | 3x240, 10x88            | 1 надв. 3 подв. | 240        | 50         | 200        | 297    |
|                     | Руска Империја  | 1894. | 4.126     | 17         | 5.000      | 84            | 16            | 5.2           | 4x254, 4x152            | 4 надв.         | 254        | 76         | 200        | 290    |
| Oden                | Шведска         | 1896. | 3.500     | 16         | 5.530      | 85            | 15            | 5.3           | 2x250,6x120, 10x57      | 1 подв.         | 243        | 48         | 250        | 210    |
| Herluf Trolle       | Данска          | 1899. | 3.500     | 16         | 4.200      | 83            | 15            | 4.9           | 2x240,4x150, 10x57      | 3 подв.         | 175        | 50         | 175        | 250    |
| Norge               | Норвешка        | 1900. | 3.800     | 17         | 4.500      | 93            | 15            | 5.1           | 2x210,6x150, 8x76,6x47  | 2 подв.         | 150        | 51         | 225        | 261    |
| De Ruyter           | Холандија       | 1901. | 5.084     | 16         | 6.377      | 97            | 15.2          | 5.8           | 2x240,4x150, 10x75,4x37 | 1 надв. 3 подв. | 150        | 50         | 250        | 345    |
| Wasa                | Шведска         | 1901. | 3.650     | 17         | 6.500      | 88            | 15            | 5             | 2x210,6x150, 10x57,2x37 | 2 подв.         | 175        | 48         | 190        | 250    |
| De Zeven Provinciën | Холандија       | 1909. | 6.530     | 16         | 8.520      | 102           | 17.1          | 6.2           | 2x280,4x150, 10x75,4x37 |                 | 150        | 50         | 250        | 448    |
| Sverige             | Шведска         | 1914. | 6.775     | 22         | 20.500     | 120           | 19            | 6.4           | 4x280,8x152, 6x76       | 2 подв.         | 152        | 44         | 203        | 408    |
| Väinämöinen         | Финска          | 1930. | 4.000     | 15         | 6.000      | 93            | 16            | 4.5           | 4x254,8x105, 4x40       |                 | 55         | 20         | 100        | 300    |
| Dhamburi            | Тајланд         | 1938. | 2.265     | 16.5       | 5.200      | 75            | 14.5          | 4.1           | 4x203,4x76, 4x20        |                 |            |            |            | 155    |

## Примери
Најпознатији типови обалских оклопњача били су: шведски Свеа (1886), Оден (1896), Ваза (1901) и Свериге (1914); холандски Де Ројтер (1901) и Седам Провинција (1909), немачки Зигфрид (1889), дански Херлуф Троле (1899), норвешки Норге (1900) и руски Адмирал Сењавин (1894). Велика Британија, Француска, Немачка, Јапан и САД су крајем 19. века преквалификовали у обалске оклопњаче известан број застарелих бојних бродова.
После Другог светског рата одустало се од изградње обалских оклопњача, а старе су расходоване.